# Sholom Secunda
Pour les articles homonymes, voir Secunda.
Sholom Secunda est un compositeur et scénariste américain, né le 23 août 1894 (4 septembre dans le calendrier grégorien), en Russie, mort le 13 janvier 1974 à New York (États-Unis). 

## Biographie
Sholom Secunda est notamment l'auteur de la musique de quelques célèbres chansons yiddish : Bei Mir Bist Du Shein, Donna Donna.

## Filmographie

### comme compositeur
- 1930 : Sailor's Sweetheart
- 1931 : A Cantor on Trial
- 1939 : Kol Nidre
- 1939 : Tevya
- 1940 : The Jewish Melody
- 1940 : Her Second Mother
- 1940 : Motel the Operator
- 1940 : Eli Eli
- 1950 : God, Man and Devil
- 1950 : Catskill Honeymoon